# Ållojaure
Ållojaure är en sjö i Jokkmokks kommun i Lappland och ingår i Luleälvens huvudavrinningsområde. Sjön har en area på 0,858 kvadratkilometer och ligger 370 meter över havet. Sjön avvattnas av vattendraget Ållojåkkå.

## Delavrinningsområde
Ållojaure ingår i det delavrinningsområde (745118-165881) som SMHI kallar för Utloppet av Ållojaure. Medelhöjden är 400 meter över havet och ytan är 6,07 kvadratkilometer. Det finns ett avrinningsområde uppströms, och räknas det in blir den ackumulerade arean 83,21 kvadratkilometer. Ållojåkkå som avvattnar avrinningsområdet har biflödesordning 2, vilket innebär att vattnet flödar genom totalt 2 vattendrag innan det når havet efter 236 kilometer. Avrinningsområdet består mestadels av skog (70 procent) och sankmarker (15 procent). Avrinningsområdet har 0,88 kvadratkilometer vattenytor vilket ger det en sjöprocent på 14,4 procent.